# Lipová (Nitra)
Lipová (in ungherese Nyitramalomszeg) è un comune della Slovacchia facente parte del distretto di Nové Zámky, nella regione di Nitra.